# Typhlodromus gutierrezi
Typhlodromus gutierrezi är en spindeldjursart som beskrevs av Blommers 1973. Typhlodromus gutierrezi ingår i släktet Typhlodromus och familjen Phytoseiidae. Inga underarter finns listade i Catalogue of Life.